# Philodromus margaritatus
Philodromus margaritatus (Clerck, 1757) è un ragno appartenente alla famiglia Philodromidae.

## Descrizione

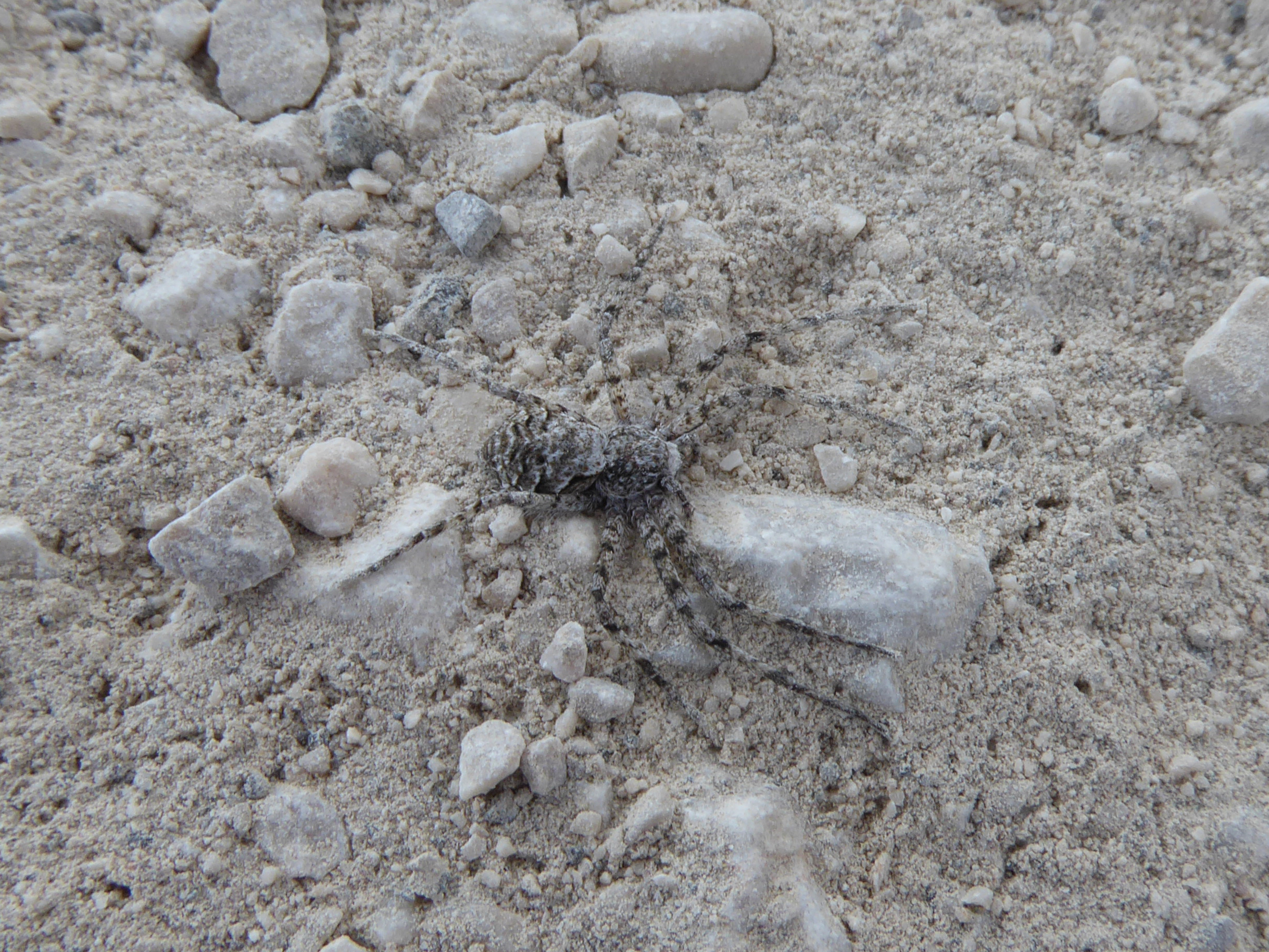
Esemplare fotografato sulle Dolomiti sopra a Canazei (Trentino)

Il prosoma e l'opistosoma sono grigio-giallognolo chiaro, punteggiati di marrone e nero e coperti di setole bianche; le zampe sono giallo chiaro, con anelli marrone-nero più o meno evidenti. Il maschio ha una lunghezza corporea media di 5-7 mm, mentre la femmina, più grande, di 8-10 mm.

### Comportamento
Gli esemplari si rinvengono frequentemente sui tronchi degli alberi, specialmente se coperti da licheni, con i quali possono mimetizzarsi grazie al colore criptico. Gli adulti appaiono in maggio-giugno.

## Distribuzione
La specie è attestata in pressoché tutta Europa (ma non si hanno dati riguardo alla sua presenza in alcuni paesi e in alcune isole quali Irlanda e Islanda), ed è presente anche in Turchia, Caucaso, tutta la Russia, il Kazakistan, la Corea e il Giappone.